# 아시가쿠보촌
아시가쿠보촌(芦ヶ久保村)은 사이타마현의 서부, 지치부군에 속했던 촌이다.

## 역사
- 1889년 4월 1일 - 정촌제 시행에 의해 이전의 아시가쿠보촌을 계승하여, 지치부군 아시가쿠보촌이 성립하였다.
- 1955년 2월 11일 - 요코제촌과 합병해, 새로운 요코제촌을 신설하여, 동일 아시가쿠보촌은 폐지되었다.

## 참고문헌
- 「葦ヶ久保村」『新編武蔵風土記稿』 巻ノ254秩父郡ノ9、内務省地理局、1884年6月。NDLJP:764013/107。